# Olympique Lyonnais II
El Olympique Lyonnais II es un equipo de fútbol de Francia que juega en la Championnat National 3, la quinta liga de fútbol más importante del país.

## Historia
Fue fundado en el año 1950 en la ciudad de Lyon y es el equipo reserva y la academia del Olympique Lyonnais, el cual juega en la Ligue 1, por lo que no es elegible para jugar en ella. Se compone principalmente por jugadores menores de 23 años, los cuales son elegibles también para jugar en el primer equipo.

## Palmarés
- CFA : 7

2011, 2010, 2009, 2006, 2003, 2001, 1998
- Championnat National Under-18 : 3

2005, 2000, 1993
- Championnat National Under-16 : 3

2004, 2000, 1994
- Copa Gambardella : 3

1997, 1994, 1971
- Coupe Nationale Under-16 (con Rhône-Alpes) : 2

1996, 1960

## Jugadores

### Jugadores de la Academia
Todos los jugadores de la lista son elegibles para jugar en el equipo reserva.